# Mathilde Andraud
Mathilde Andraud (* 28. April 1989 in Montpellier) ist eine ehemalige französische Leichtathletin, die sich auf den Speerwurf spezialisiert hat und aktuell Inhaberin des Landesrekordes ist.

## Sportliche Laufbahn
Erste internationale Erfahrungen sammelte Mathilde Andraud im Jahr 2007, als sie bei den Junioreneuropameisterschaften in Hengelo mit einer Weite von 43,14 m in der Qualifikationsrunde ausschied. Im Jahr darauf verpasste sie bei den Juniorenweltmeisterschaften in Bydgoszcz mit 49,00 m den Finaleinzug und 2011 gelangte sie bei den U23-Europameisterschaften in Ostrava mit 50,61 m auf den zwölften Platz. 2013 gewann sie bei den Mittelmeerspielen in Mersin mit 52,20 m die Bronzemedaille hinter der Serbin Tatjana Jelača und Nora Aída Bicet aus Spanien, nachdem die ursprüngliche Siegerin Martina Ratej aus Slowenien nachträglich wegen eines Dopingverstoßes disqualifiziert worden war. Anschließend belegte sie bei den Spielen der Frankophonie in Nizza mit 48,70 m den vierten Platz. 2016 stellte sie in Halle mit 63,54 m einen neuen Landesrekord auf und schied anschließend bei den Europameisterschaften in Amsterdam mit 55,28 m in der Qualifikationsrunde aus. Daraufhin nahm sie an den Olympischen Sommerspielen in Rio de Janeiro teil und verpasste dort mit 56,61 m den Finaleinzug. In den folgenden Jahren bis 2022 bestritt sie nur noch vereinzelt Wettkämpfe, ehe sie ihre aktive sportliche Karriere im Alter von 33 Jahren beendete.
In den Jahren von 2012 bis 2016 wurde Andraud französische Meisterin im Speerwurf.